# 菱木晃子
菱木 晃子（ひしき あきらこ、1960年4月14日 - ）は、日本のスウェーデン語の翻訳家。
北欧の児童文学を中心とした翻訳者である。

## 略歴
東京都生まれ。民法学者でスウェーデン法を専門とする父菱木昭八朗（ひしき しょうはちろう、1929年1月5日 - 2004年5月19日）の影響で、幼い頃からスウェーデンの文化に親しむ。
1973年中学1年の夏休みに、東京都東久留米市から神奈川県横浜市へ転居。神奈川県立川和高等学校を経て、慶應義塾大学法学部法律学科を卒業後、慶應義塾大学文学部英米文学科に学士入学。
大学時代に父とスウェーデンを訪れた際、子どものころに父から贈られたエルサ・ベスコフの絵本『もりのこびとたち』と再会する。日本に紹介されていない絵本を日本の子どもたちに届けたいと考え、絵本の翻訳を志す。
大学卒業後、スウェーデンのウプサラでスウェーデン語を学ぶ。
2009年7月スウェーデン王国より北極星勲章受章。

## 翻訳
- 『ほんとのおばけがやってきた』（マリータ・リンドクヴィスト、岩崎書店） 1988.12
- 『きみのとおんなじさ』（エバ・エリクソン、岩崎書店） 1989.6
- 『ほんとのおばけ手ぶくろさわぎ』（マリータ・リンドクヴィスト、岩崎書店） 1993.4
- 『リッランとねこ』（イーヴァル・アロセニウス、福音館書店） 1993.4
- 『ロッタちゃんの日記ちょう』（アストリッド・リンドグレーン、偕成社） 1994.11
- 『マーヤの植物だより』（レーナ・アンデション、小峰書店） 1995.9
- 『泣かないで、くまくん』（アンーマドレイヌ・シェロット、徳間書店） 1995.10
- 『月へミルクをとりにいったねこ』（アルフレッド・スメードベルイ、福音館書店） 1996.2
- 『少年のはるかな海』（ヘニング・マンケル、偕成社） 1996.6
- 『げんきになるって! リサがびょういんへいったとき』（アン・フォッシュリンド、岩崎書店） 1996.7
- 『ちいさないえがありました』（バールブロー・リンドグレン、小峰書店） 1997.5
- 『すいがらとバラと』（ヴィヴェッカ・レルン、偕成社） 1997.5
- 『うみのともだち』（カタリーナ・クルースヴァル、文化出版局） 1997.8
- 『エレンのプレゼント』（カタリーナ・クルースヴァル、文化出版局） 1997.8
- 『あのころ、そしていま…』（ホーカン・ヤエンソン、岩崎書店） 1998.6
- 『ペンギン・カルテット ニューヨークへいく』（ペーテル・アルヘニウス、BL出版） 1999.6
- 『大きな山のトロル』（アンナ・ヴァーレンベルイ、岩崎書店） 1999.7
- 『バレエをおどりたかった馬』（H・ストルテンベルグ、福音館書店） 1999.10
- 『冬の入江』（マッツ・ヴォール、徳間書店） 1999.12
- 『こわがりおばけのブー』（ビルヒッテ・ミンネ、フレーベル館） 2000.12
- 『みどりの谷のネズミしょうぼうたい』（ウルフ・ニルソン、BL出版） 2002.1
- 『ゆきがたくさんつもったら』（ルク・デュポン、フレーベル館） 2002.11
- 『フォルケはチュッとしたいきぶん』（オーサ・カシーン、くもん出版） 2003.4
- 『フォルケはプッとしたいきぶん』（オーサ・カシーン、くもん出版） 2003.4
- 『パパはジョニーっていうんだ』（ボー・R・ホルムベルイ、BL出版） 2004.1
- 『マイがいた夏』（マッツ・ヴォール、徳間書店） 2004.5
- 『おじいちゃんがおばけになったわけ』（キム・フォップス・オーカソン、あすなろ書房） 2005.6
- 『ちいさなふゆのほん』（ヨレル・クリスティーナ・ネースルンド、福音館書店） 2006.10
- 『アストンの石』（ロッタ・ゲッフェンブラード、小峰書店） 2006.11
- 『ニルスのふしぎな旅』（セルマ・ラーゲルレーヴ、福音館書店） 2007
- 『曲芸師ハリドン』（ヤコブ・ヴェゲリウス、あすなろ書房） 2007.8
- 『長くつ下のピッピ』（アストリッド・リンドグレーン、岩波書店） 2007.10
- 『おばけのめをみておとうとうさぎ!』（ヨンナ・ビョルンシェーナ、クレヨンハウス） 2008.8
- 『三つ穴山へ、秘密の探検』（ペール・オーロフ・エンクイスト、あすなろ書房） 2008.11
- 『ローラのにわ』（クリスティーナ・ディーグマン、福音館書店） 2009.3
- 『まじょにはクッキーおとうとうさぎ! 』（ヨンナ・ビョルンシェーナ、クレヨンハウス） 2009.9
- 『くぎのスープ スウェーデン民話』（フェリシモ、おはなしのたからばこ） 2009.10
- 『フランクとぼく』（ヨーナス・アウティオ、あすなろ書房） 2009.11
- 『アンナのあたらしいじてんしゃ 』（カタリーナ・クルースヴァル、光村教育図書） 2010.4
- 『ぼくのかわいいおさるちゃん』（ウルフ・ニルソン、岩波書店） 2010.4

### ウルフ・スタルク
- 『ぼくの魔法の運動ぐつ』（ウルフ・スタルク、佑学社） 1993.2
- 『シロクマたちのダンス』（ウルフ・スタルク、佑学社） 1994.3
- 『おじいちゃんの口笛』（ウルフ・スタルク、ほるぷ出版） 1995.2
- 『うそつきの天才』（ウルフ・スタルク、小峰書店） 1996.11
- 『パーシーの魔法の運動ぐつ』（ウルフ・スタルク、小峰書店、「パーシー」シリーズ） 1997.10
- 『おねえちゃんは天使』（ウルフ・スタルク、ほるぷ出版） 1997.9
- 『パーシーとアラビアの王子さま』（ウルフ・スタルク、小峰書店、「パーシー」シリーズ） 1997.11
- 『青い馬と天使 いつもいっしょにいたいんだ』（ウルフ・スタルク、ほるぷ出版） 1997.12
- 『ちいさくなったパパ』（ウルフ・スタルク、小峰書店） 1999.5
- 『恋のダンスステップ ショート・ストーリーズ』（ウルフ・スタルク、小峰書店） 1999.10
- 『地獄の悪魔アスモデウス』（ウルフ・スタルク あすなろ書房） 2000.3
- 『パパが宇宙をみせてくれた』（ウルフ・スタルク、BL出版） 2000.10
- 『黒いバイオリン』（ウルフ・スタルク、あすなろ書房） 2001.7
- 『ぼくたち、ロンリーハート・クラブ』（ウルフ・スタルク、小峰書店） 2001.11
- 『おにいちゃんは世界一』（ウルフ・スタルク、徳間書店） 2002.5
- 『おにいちゃんといっしょ』（ウルフ・スタルク、小峰書店） 2003.2
- 『二回目のキス』（ウルフ・スタルク、小峰書店） 2004.10
- 『ガイコツになりたかったぼく』（ウルフ・スタルク、小峰書店） 2005.5
- 『聖ヨーランの伝説』（ウルフ・スタルク、あすなろ書房） 2005.9
- 『ミラクル・ボーイ』（ウルフ・スタルク、ほるぷ出版） 2008.6
- 『パーシーと気むずかし屋のカウボーイ』（ウルフ・スタルク、小峰書店、「パーシー」シリーズ） 2009.7
- 『トゥルビンとメルクリンの不思議な旅』（ウルフ・スタルク、小峰書店） 2009.8

### アンナ・ヘグルンド
- 『ふたり 2ひきのくまの物語』（アンナ・ヘグルンド、ほるぷ出版） 1996.12
- 『ふたり ミーナの家出』（アンナ・ヘグルンド、ほるぷ出版） 1999.7
- 『ふたり ミーナ、中国へ』（アンナ・ヘグルンド、ほるぷ出版） 2002.1

### エルサ・ベスコフ
- 『おもちゃ屋へいったトムテ』（エルサ・ベスコフ、福音館書店） 1998.10
- 『ぼうしのおうち』（エルサ・ベスコフ、福音館書店） 2001.5
- 『ペッテルとロッタのぼうけん』（エルサ・ベスコフ、福音館書店） 2001.9
- 『ペッテルとロッタのクリスマス』（エルサ・ベスコフ、福音館書店） 2001.10
- 『みどりおばさん、ちゃいろおばさん、むらさきおばさん』（エルサ・ベスコフ、福音館書店） 2001.9
- 『ちゃいろおばさんのたんじょうび』（エルサ・ベスコフ、福音館書店） 2002.2
- 『あおおじさんのあたらしいボート』（エルサ・ベスコフ、福音館書店） 2002.3

### トーマス＆アンナ=クララ・ティードホルム
- 『サーカスなんてやーめた』（トーマス・ティードホルム、岩崎書店） 1988.10
- 『あるいていこう!』（アンナークララ・ティードホルム、ほるぷ出版） 1995.8
- 『たたいてみよう!』（アンナークララ・ティードホルム、ほるぷ出版） 1995.8
- 『むかし、森のなかで』（トーマス・ティードホルム、ほるぷ出版） 1995.12
- 『トゥーレとびゅんびゅんかぜ』（トーマス・ティードホルム、ほるぷ出版） 1996.1
- 『トゥーレのたねまき』（トーマス・ティードホルム、ほるぷ出版） 1996.1
- 『森のなかのふたり ロビンとマリアン』（トーマス＆アンナ=クララ・ティードホルム、ほるぷ出版） 1996.9
- 『どうしてなの?』（アンナ=クララ・ティードホルム、ほるぷ出版） 1997.6
- 『なにしてあそぶ?』（アンナ=クララ・ティードホルム、ほるぷ出版） 1997.6

### ヒド・ファン・ヘネヒテン
- 『あなたのことがだーいすき』（ヒド・ファン・ヘネヒテン、フレーベル館） 2003.10
- 『ちいさなしろいさかな』（ヒド・ファン・ヘネヒテン、フレーベル館） 2004.6
- 『ちいさなしろいさかなの10ぴきみーつけた!』（ヒド・ファン・ヘネヒテン、フレーベル館） 2004.11
- 『シロクマくんのひ・み・つ』（ヒド・ファン・ヘネヒテン、フレーベル館） 2004.11
- 『ちいさなしろいさかなのバイバイまたあした!』（ヒド・ファン・ヘネヒテン、フレーベル館） 2005.5
- 『ちいさなしろいさかなのたんじょうび!』（ヒド・ファン・ヘネヒテン、フレーベル館） 2005.7

### アニカ・トール
- 『ノーラ、12歳の秋』（アニカ・トール、小峰書店） 2002.9
- 『海の島 ステフィとネッリの物語』（アニカ・トール、新宿書房） 2006.6
- 『睡蓮の池 ステフィとネッリの物語』（アニカ・トール、新宿書房） 2008.5
- 『海の深み ステフィとネッリの物語』（アニカ・トール、新宿書房） 2009.4
- 『大海の光 ステフィとネッリの物語』（アニカ・トール、新宿書房） 2009.8
- 『わたしの中の遠い夏』（アニカ・トール、新宿書房） 2011.6

### 「セーラーとペッカ」シリーズ
- 『セーラーとペッカ、町へいく』（ヨックム・ノードストリューム、偕成社） 2007.4
- 『いったいどうした? セーラーとペッカ』（ヨックム・ノードストリューム、偕成社） 2007.4
- 『セーラーとペッカの日曜日』（ヨックム・ノードストリューム、偕成社） 2007.5
- 『セーラーとペッカの運だめし』（ヨックム・ノードストリューム、偕成社） 2007.6
- 『セーラーとペッカは似た者どうし』（ヨックム・ノードストリューム、偕成社） 2007.7

### レオ・ティマース
- 『うんてんするのはだあれ?』（レオ・ティマース、フレーベル館） 2006.8
- 『ウーッ!』（レオ・ティマース、フレーベル館） 2007.6
- 『プップー!』（レオ・ティマース、フレーベル館） 2007.6
- 『ブルン!』（レオ・ティマース、フレーベル館） 2007.6
- 『ぼくは、おうさま!』（レオ・ティマース、フレーベル館） 2007.7
- 『うみのおいしゃさんモグローせんせい』（レオ・ティマース、フレーベル館） 2008.6
- 『こぶたちゃんのそりあそび』（レオ・ティマース、フレーベル館） 2010.1

### 「ヴィンニ！」シリーズ
- 『日曜日島のパパ』（ペッテル・リードベック、岩波書店、「ヴィンニ!」シリーズ） 2009.6
- 『ヴィンニとひみつの友だち』（ペッテル・リードベック、岩波書店、「ヴィンニ!」シリーズ） 2011.6
- 『ヴィンニ イタリアへ行く』（ペッテル・リードベック、岩波書店、「ヴィンニ!」シリーズ） 2011.6
- 『われらがヴィンニ』（ペッテル・リードベック、岩波書店、「ヴィンニ!」シリーズ） 2011.6

## 著作
- 『くぎのスープ スウェーデン民話 おはなしのたからばこ』スズキコージ絵　フェリシモ出版　2009年
- 『はじめての北欧神話』ナカムラジン絵　徳間書店　2014年
- 『大人が味わうスウェーデン児童文学』（NHKシリーズ　NHKカルチャーラジオ文学の世界　2017年）NHK出版　2017年
- 『巨人の花よめ　スウェーデン・サーメのむかしばなし　世界のむかしばなし絵本シリーズ』平澤朋子絵　BL出版　2018年
- 『行く手、はるかなれど　グスタフ・ヴァーサ物語』徳間書店　2024年